# Sint-Livinuskapel (Sint-Lievens-Esse)

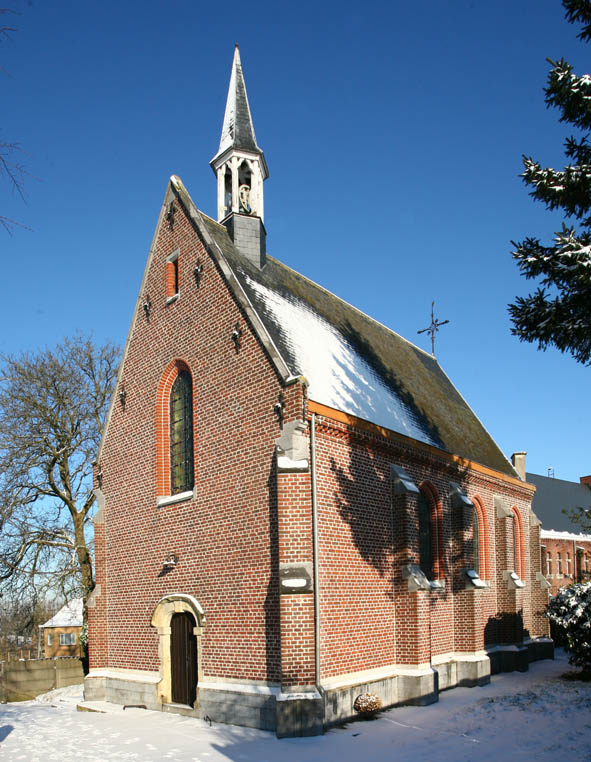
Sint-Livinuskapel

De Sint-Livinuskapel (ook: Sint-Lievenskapel) is een bedevaartkapel in de tot de Oost-Vlaamse gemeente Herzele behorende plaats Sint-Lievens-Esse, gelegen aan de Kauwstraat.

## Geschiedenis
Een aan Sint-Livinus gewijde kapel bestond reeds in 1576. In 1624 en 1680 werd deze kapel hersteld. De kapel had belangrijke inkomsten uit aanzienlijke landerijen die in haar bezit waren. Pas einde 18e eeuw, de Franse tijd, werden de landerijen onteigend en kwam de kapel aan de parochie. Ze raakte in verval en in 1905 werd ze gesloopt en vervangen door een neogotische kapel naar ontwerp van Henri Geirnaert. In 1907 werd de nieuwe kapel ingewijd.

## Gebouw
Het betreft een bakstenen kapel op rechthoekige plattegrond en met driezijdige koorafsluiting. De zandstenen omlijsting van de toegangsdeur stamt van 1680. Op het dak bevindt zich een dakruiter met klok. Het interieur wordt overkluisd door een houten spitstongewelf. Het neogotisch altaar is vervaardigd uit steen van Angis. Het interieur van de kapel, het altaar en een triomfkruis zijn gepolychromeerd.